# Wałdowo (gromada w powiecie sępoleńskim)
Wałdowo – dawna gromada, czyli najmniejsza jednostka podziału terytorialnego Polskiej Rzeczypospolitej Ludowej w latach 1954–1972.
Gromady, z gromadzkimi radami narodowymi (GRN) jako organami władzy najniższego stopnia na wsi, funkcjonowały od reformy reorganizującej administrację wiejską przeprowadzonej jesienią 1954 do momentu ich zniesienia z dniem 1 stycznia 1973, tym samym wypierając organizację gminną w latach 1954–1972.
Gromadę Wałdowo z siedzibą GRN w Wałdowie utworzono – jako jedną z 8759 gromad na obszarze Polski – w powiecie sępoleńskim w woj. bydgoskim, na mocy uchwały nr 24/9 WRN w Bydgoszczy z dnia 5 października 1954. W skład jednostki weszły obszary dotychczasowych gromad Wałdowo, Wilkowo, Włościbórz i Skarpa ze zniesionej gminy Wałdowo w tymże powiecie. Dla gromady ustalono 26 członków gromadzkiej rady narodowej.
31 grudnia 1959 do gromady Wałdowo włączono wsie Wałdówko i Komierowo oraz miejscowości Olszewka i Komierówko ze zniesionej gromady Olszewka w tymże powiecie.
1 stycznia 1969 do gromady Wałdowo włączono sołectwo Zalesie ze zniesionej gromady Mała Cerkwica w tymże powiecie.
1 stycznia 1972 z gromady Wałdowo wyłączono sołectwo Olszewka, włączając je do gromady Sośno w tymże powiecie.
Gromada przetrwała do końca 1972 roku, czyli do kolejnej reformy gminnej.